# SLC-2
SLC-2 —  контрбатарейный радар, созданный для нахождения враждебной артиллерии, ракет и пусковых установок «земля-земля» сразу же после вражеского выстрела и для поддержки своей артиллерии, обеспечивая контрбатарейную борьбу.
SLC-2 РЛС может быть применен и в корректировке стрельбы дружественных орудий и ракет. С небольшой модификацией программного обеспечения SLC-2 может быть использован для обнаружения и сопровождения низколетящих целей, таких как легкие самолеты, вертолёты и БПЛА.
SLC-2 обычно устанавливают на шасси 3,5-тонных грузовиков Dongfeng EQ2102.

## Разработка
Толчком к созданию SLC-2 послужила закупка 4-х радаров AN/TPQ-37 Firefinder. Кроме политических причин важным был и ценовой вопрос, так как каждый этот радар обошёлся Китаю в 10 миллионов долларов США (включая постпродажное материально-техническое обслуживание). Поэтому было принято решение создавать собственный аналог. После первоначальных испытаний TPQ-37 на Таншанском полигоне  близ Нанкина в 1988 году и в районе Куанхуа в октябре того же года было выявлено несколько недостатков закупленной техники, дальнейшие интенсивные испытания проводились до 1994 года.
Для того чтобы избежать возможных судебных проблем, техническое задание для китайского аналога было немного изменено. Из-за некоторых ограничений, вызванных развитием китайской промышленности в этот период, было принято решение создавать собственную радарную систему в несколько этапов. Первым шагом было создание более малой модели, являющейся китайским аналогом модели AN/TPQ-36 Firefinder, и на основе её опыта разработки была создана серия SLC-2.

## Радар типа 373
Это — предшественник SLC-2. Радар типа 373 был создан после радара типа 704 на его основе. Тип 373 был разработан специально для повышения производительности TPQ-37, с устранением ряда недостатков, выявленных при испытаниях. Одним из проявившихся ограничений TPQ-37 было то, что он был менее эффективен против снарядов с настильной траекторией, так что он был намного более эффективен против гаубиц и минометов, чем против выстрелов из 130-мм пушки М-46 и китайского аналога типа 59-1. Радар типа 373 предназначен для расширения возможностей засечения выстрелов с настильной траекторией.
Другая проблема проявляется в том, что тесты на надежность TPQ-37 показали результаты намного ниже, чем было заявлено производителем. Причина в том, что когда TPQ-37 был развернут в районах с повышенной влажностью и высоким уровнем осадков (Южный Китай), высокой минерализацией (прибрежные районы), в высотных районах (Юго-Западный Китай) и районах с ежедневным большим перепадом температур (Северо-Западный Китай), то сбои и поломки стали встречаться гораздо чаще. Тип 373 был разработан специально для повышения надёжности в этих суровых условиях.

## SCL-2
Когда уровень китайской микроэлектроники достиг необходимых высот, был разработан новый радар с обновленной версией пассивной фазированной решётки антенны радара типа 373. Новая установка получила наименование SLC-2. Эта модель — полностью цифровая, на уровне зарубежных аналогов на основе тердотельной микроэлектроники с активной фазированной решёткой.
Одним из недостатков TPQ-37, проявившихся в ходе испытаний, была функция одновременного указания нескольких целей. Когда две батареи вражеской артиллерии стреляют одновременно в более чем двухстах метрах друг от друга, TPQ-37 выдаёт точное расстояние до позиции, но сами координаты уже не так точны. Это исправляется использованием этих радаров в паре, однако, в связи с их дороговизной, количество их в войсках не может быть велико, поэтому в китайском аналоге SLC-2 эта проблема решена.

## Спецификация
- Диапазон работы антенны S (2—4 ГГц, 7,5—15 см)
- Дальность обнаружения (80% вероятность обнаружения цели сопоставимой с миной от 81-мм миномёта):

- Для артиллерии: 35 км
- Для ракет: 50 км

- Точность: 0,35% от дальности при дальности более 10 км и 35 м при дальности менее 10 км
- Пиковая мощность: 45 кВт
- Шумность: 3 дБ
- Максимальный уровень шума для работы (Clutter improvement factor): 55 дБ
- Активная фазированная решетка антенны с электронным сканированием по азимуту и углу
- Цифровая обработка сигнала с компьютерной интерпретацией
- Комплексная офлайн и онлайн BITE
- Автоматическая/ручная коррекция высоты с цифровой/видео карты
- Различные эффективной ECCM
- Отслеживание во время сканирования